# Daniele Ratto
Daniele Ratto (Moncalieri, 5 ottobre 1989) è un ex ciclista su strada italiano, professionista dal 2010 al 2016 e vincitore di una tappa alla Vuelta a España 2013.
È fratello della ciclista Rossella Ratto e, da parte di madre, di Enrico Peruffo, ex ciclista professionista con il quale è stato compagno di squadra dal 2009 al 2011.

## Carriera

### Gli esordi e gli anni tra i Dilettanti
Daniele Ratto comincia a gareggiare nel ciclismo all'età di cinque anni, seguendo il fratello Enrico Peruffo, di quattro anni più grande; negli anni successivi, prima e dopo il trasferimento a Colzate, in Val Seriana, percorre tutta la trafila delle categorie giovanili, da G1 a G6, fino a Esordienti e Allievi. Nel 2006 fa il suo debutto tra gli Juniores, con la società ciclistica G.S. Dielle Ceramiche di Verdello: in stagione si aggiudica subito due corse a tappe internazionali, il Giro della Lunigiana e il Tour du Pays de Vaud. Nel 2007, sempre con la Dielle Ceramiche, coglie undici vittorie e, in maglia azzurra, il secondo posto in linea ai campionati del mondo juniores di Aguascalientes (completano il podio Diego Ulissi, vincitore, ed Elia Favilli).
L'anno dopo debutta tra i Dilettanti Elite/Under-23 con il team De Nardi-Daigo-Bergamasca: durante la stagione, pur colpito da mononucleosi nei primi mesi dell'anno, si aggiudica due gare, il Trofeo Unidelta a Famea di Casto e l'ottantunesima edizione del Piccolo Giro di Lombardia. Nel 2009 gareggia invece con la Palazzago-Elledent-Rad Logistica, altra formazione bergamasca, riuscendo a ottenere quattro successi, tutti in gare nazionali, e il terzo posto nel Gran Premio Palio del Recioto, gara valida per l'UCI Europe Tour; viene inoltre chiamato in Nazionale per la gara in linea Under-23 dei campionati del mondo di Mendrisio.

### Dal 2010: il professionismo
Dopo due anni tra gli Elite/Under-23 passa professionista all'inizio del 2010, a vent'anni di età, con la formazione Professional Continental Carmiooro-N.G.C.. Coglie il primo successo da pro nel maggio di quell'anno, facendo suo in volata il Gran Premio Industria e Artigianato a Larciano, e nel prosieguo d'annata si classifica sesto nella Coppa Città di Stresa e settimo nella Coppa Bernocchi. Nel 2011 passa tra le file della Geox-TMC; in stagione non ottiene vittorie, ma mette a referto numerosi piazzamenti in gare in linea: secondo nel Gran Premio de Llodio, quinto nella Vuelta a La Rioja, ottavo nel Giro di Toscana, settimo nella Coppa Agostoni e quarto nel Trofeo Melinda.
Nel 2012 passa alla Liquigas-Cannondale, squadra World Tour. Durante l'anno ottiene alcuni piazzamenti di tappa alla Vuelta al País Vasco e al Giro di Slovenia, e si classifica sesto al Circuito de Getxo; partecipa anche alla Vuelta a España (suo primo Grande Giro), ritirandosi però nella dodicesima frazione. L'anno dopo, sempre in maglia Cannondale (già Liquigas), coglie alcuni piazzamenti alla Volta Ciclista a Catalunya, al Tour de Pologne e alla Vuelta a Burgos (in cui vince anche una frazione, salvo poi essere declassato per scorrettezze). Prende poi parte ancora alla Vuelta a España, e al termine della quattordicesima tappa, sui Pirenei, da Bagà ad Andorra, riesce a ottenere, dopo una lunga fuga in solitaria, il secondo successo da professionista.
Il 2014 è un anno sfortunato per Ratto. Nella prima parte di stagione non riesce a mettersi in mostra nonostante abbia preso parte a molte corse tra cui il Giro d'Italia. Nella terza tappa del Giro di Svizzera cade e si frattura la clavicola trovandosi costretto ad un lungo stop. A fine anno, in seguito alla chiusura della Cannondale, firma con la statunitense UnitedHealthcare. Nel 2016 torna in Italia per correre con i colori dell'Androni Giocattoli-Sidermec di Gianni Savio: in stagione conclude terzo alla Vuelta a la Comunidad de Madrid e quarto al Tour of Bihor - Bellotto in Romania. A fine anno annuncia il ritiro dal professionismo, all'età di 27 anni, per iniziare la carriera di preparatore sportivo.

## Palmarès
- 2008 (Dilettanti Elite/Under-23, De Nardi-Daigo-Bergamasca, due vittorie)

Trofeo Unidelta
Piccolo Giro di Lombardia
- 2009 (Dilettanti Elite/Under-23, Palazzago-Elledent-Rad Logistica, quattro vittorie)

Targa d'Oro Città di Legnano
GP Industria Commercio Artigianato - Botticino Mattina
Trofeo Egidio Bedogni
Trofeo Sportivi di Briga
- 2010 (Carmiooro-N.G.C., una vittoria)

Gran Premio Industria e Artigianato
- 2013 (Cannondale Pro Cycling, una vittoria)

14ª tappa Vuelta a España (Bagà > Collada de la Gallina)

## Piazzamenti

### Grandi Giri
- Giro d'Italia

2014: 126º
- Vuelta a España

2012: ritirato (12ª tappa)
2013: 95º

### Classiche monumento
- Milano-Sanremo

2010: 151º
2011: 145º
- Liegi-Bastogne-Liegi

2013: 38º
2014: 131º
- Giro di Lombardia

2013: ritirato
2016: ritirato

### Competizioni mondiali
- Campionati del mondo

Aguascalientes 2007 - In linea Juniores: 2º
Mendrisio 2009 - In linea Under-23: 39º